# Käru jõgi
La rivière Käru (en estonien : Käru jõgi) est une rivière d'Estonie. 

## Description
La rivière Käru coule dans les comtés Rapla, Järva et Pärnu, elle est un affluent droit du fleuve Pärnu.
La rivière Käru prend sa source dans le lac Aeli, situé à 12 km au sud-ouest du village d'Ardu. La rivière se jette dans le fleuve Pärnu à 61,1 km de l'embouchure de celles-ci.
La rivière Käru arrose la ville de Käru et se jette dans le fleuve Pärnu à Suurejõe (en).
La longueur de la rivière est de 58,7 km et la superficie de son bassin versant est de 315,5 km2.

## Galerie

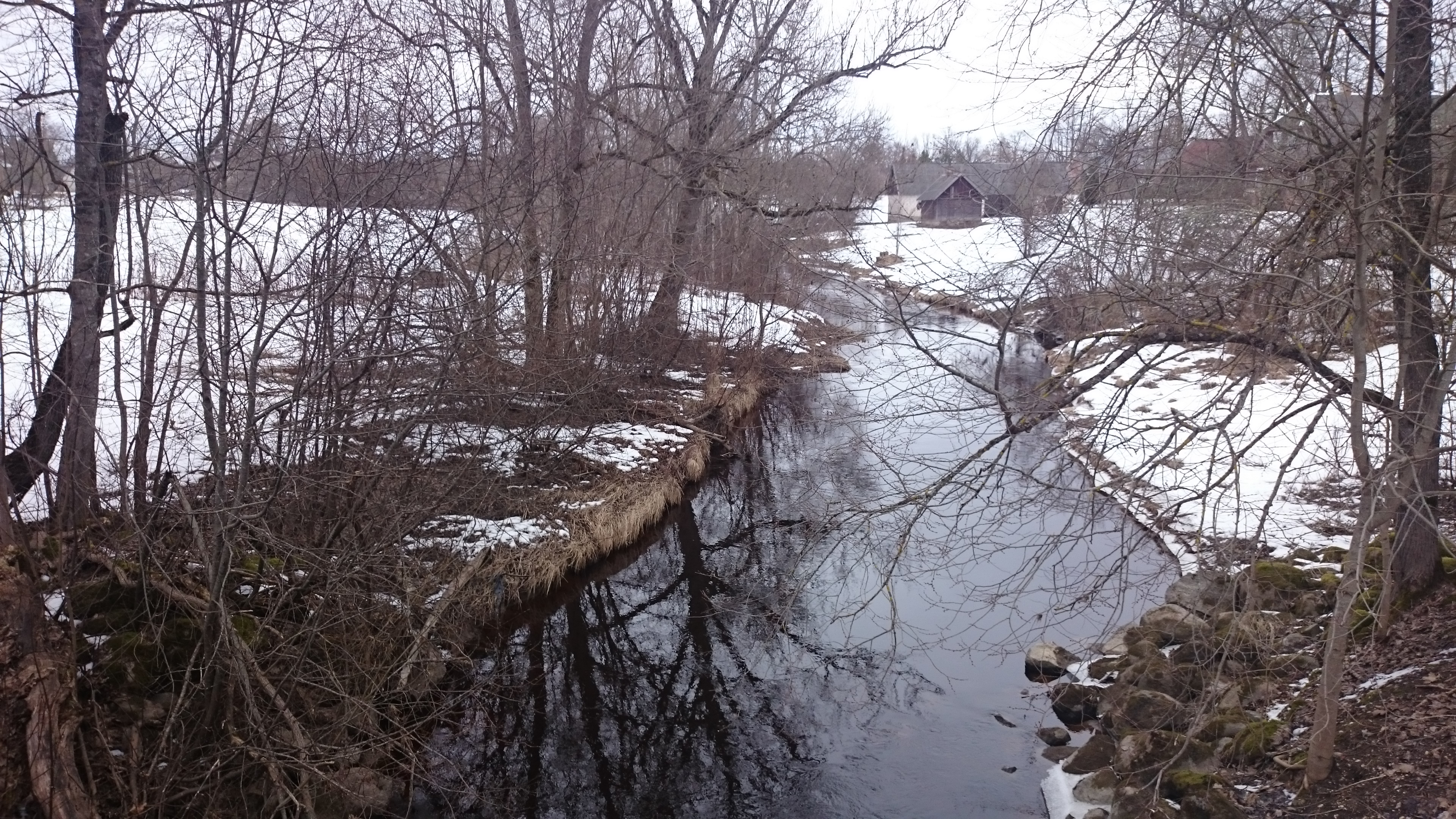
La rivière Käru à Käru.
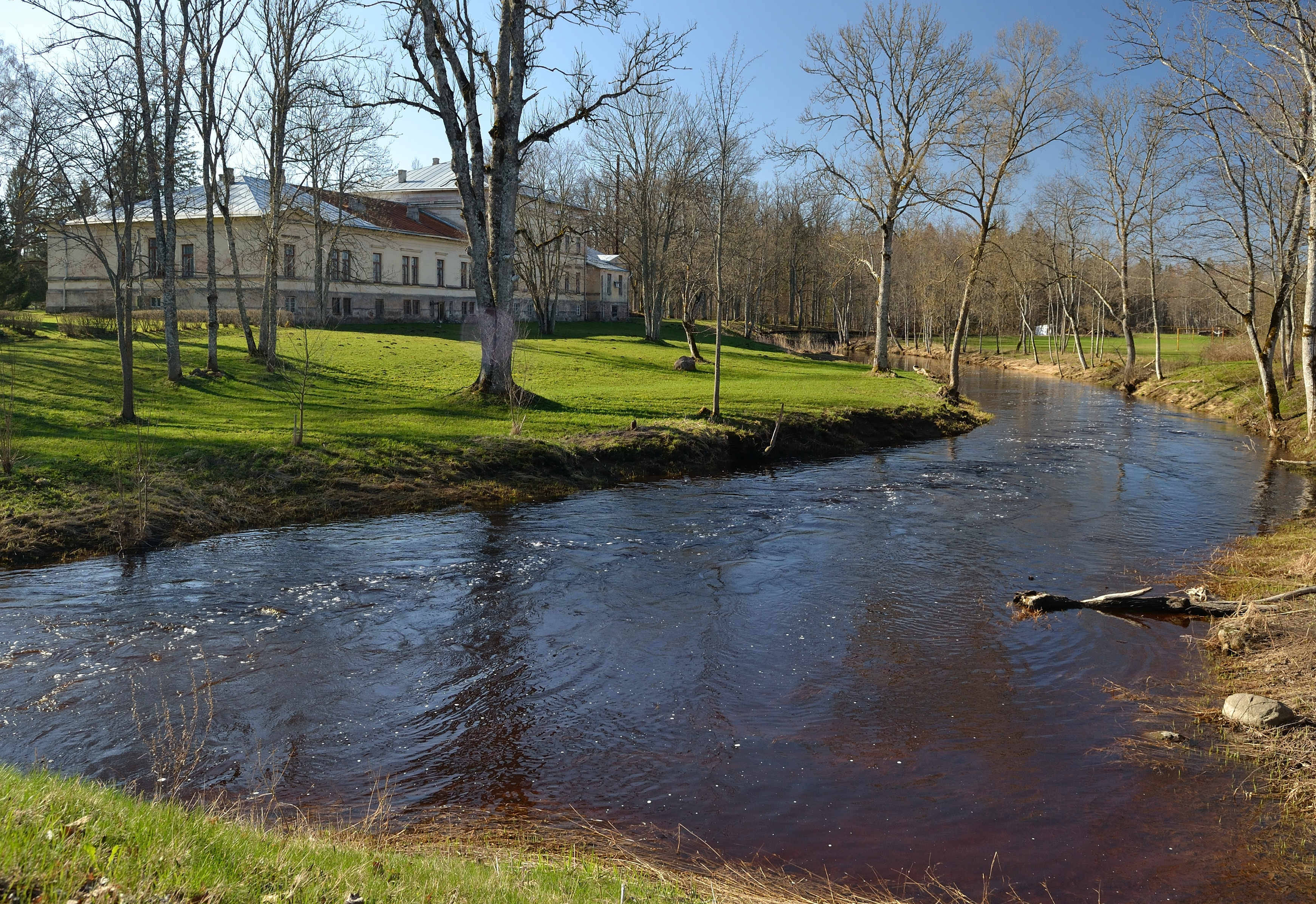
La rivière et le manoir de Käru.
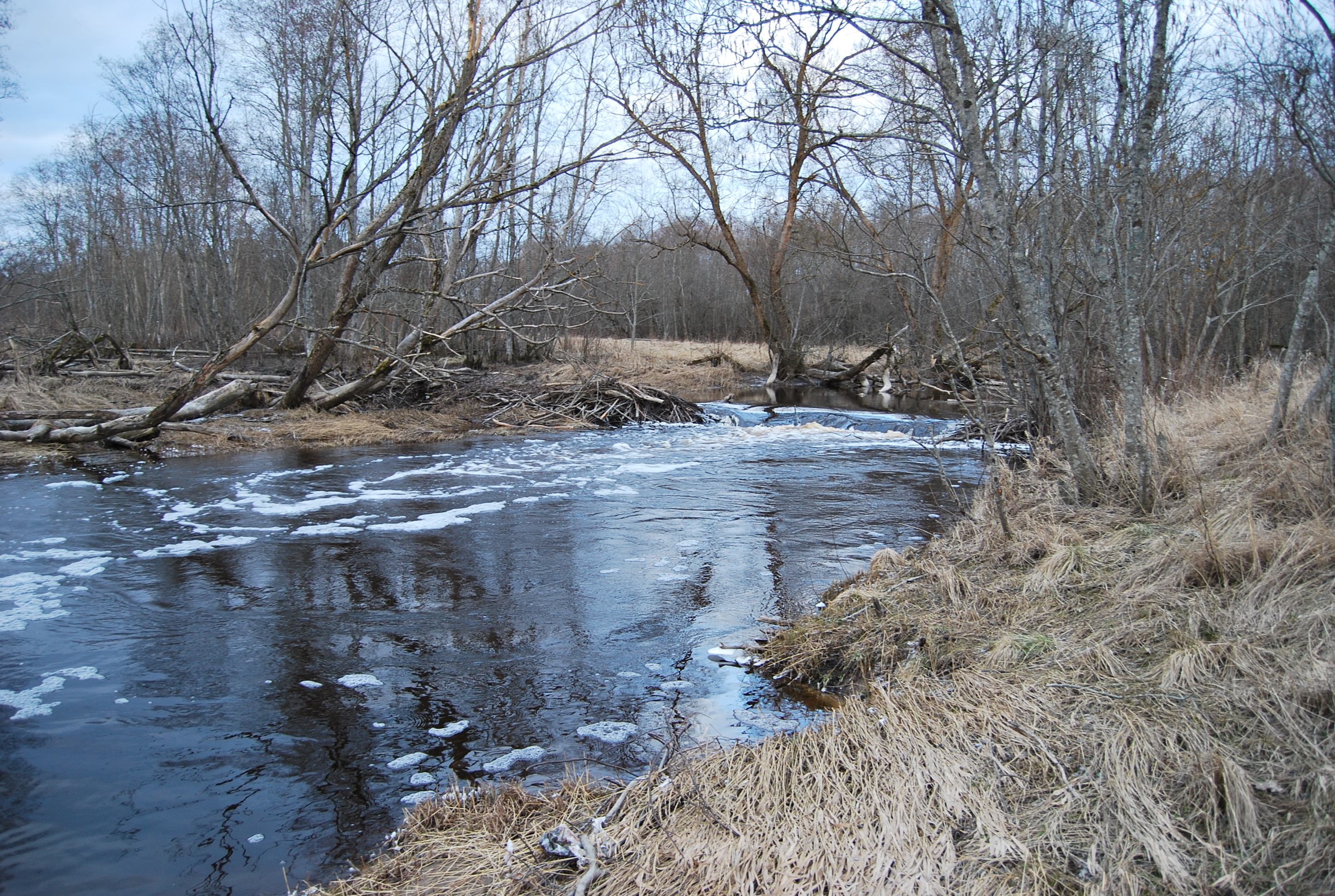
La rivière à Kändliku.